# Pälsänger
Pälsänger (Attagenus pellio) är en skalbagge som tillhör familjen ängrar. Den lever först i ett larvstadium innan den förpuppas och blir till skalbagge. Pälsänger är främst känd som ett skadedjur som under larvstadiet kan äta av päls och ylle och efterlämna små runda hål i kläder.   

## Utbredning
Pälsängern har från början europeiskt ursprung men har av människan införts i stora delar av världen och förekommer idag även i Asien, Afrika och Nordamerika.

## Utseende
Pälsängern är betydligt mindre än fläskängern. Skalbaggen är ovalt avlång och mäter 3,6–5,7 mm. Den är brunsvart till svart och hårig. Främst känns den igen på de två ljusa prickarna på täckvingarna. Vid basen av halsskölden har den även tre ljusa fläckar. Som fullvuxen larv mäter den 10 mm. Kroppen är avlång och smalnar av baktill och i bakändan sitter ett penselformat knippe borst. Till färgen är den guldgul till ljusbrun, med brunglansigt hår och ett rödgult kraftigt knippe borst i bakändan. Vissa hår kan omvandlas till lancettliknande fjäll vilket skiljer den från alla andra arter i släktet. Pälängerns ägg sitter sammanhängande i klumpar som liknar flagor eller smått grus och är elfenbensvita med fin behåring.

### Skalbaggarna
Skalbaggarna har en oval men avlång kroppsform och är hårbeklädda. Antennerna är elvaledade men en del arter har 10; antennerna delar sig i en tredelad klubba.

### Larver
Larverna är håriga och bär ett svansborstknippe i bakändan. Attagenus-larverna har en ryckvis framåtglidande gång som är svår att ta miste på. Vid beröring rullar de ihop sig. De är mycket rörliga och man kan hitta dem långt ifrån sin kläckningsplats.

### Förpuppning
Förpuppning sker i den gamla uppspruckna larvhuden.

## Ekologi
Pälsänger lever främst utomhus. Skalbaggen kläcks på hösten och lever sedan i ett vilostadium under vintern. På våren blir den aktiv och drar sig mot ljus. Den lever av nektar och pollen. Efter parningen söker sig honan till en mörk plats för att lägga äggen, exempelvis fågel-, eller musbon. Honan lägger 50-100 ägg som kläcks efter 22 dagar vid 18°C och efter bara 6 dagar vid 30°C. Larven lever av keratin från fjädrar och päls men kan även äta animalisk föda som skinn vilket påskyndar larvstadiet. Vid en näringsfattig keratindiet pågår larvstadiet i upp till tre år medan en animalisk föda kan göra att den bara befinner sig i larvstadiet i sex månader. Temperaturen påverkar alla delar i livscykeln. Insekten gynnas mest av temperaturer över 20 grader. Under larvstadiet ömsar den skinn mellan sex och tolv gånger. Pälsängerns larv är som fullvuxen cirka 1 cm lång men är bara någon millimeter när den kläcks. Förpuppningen sker på hösten inuti det egna skinnet och tar två till tre veckor. Den reproducerar sig högst en gång om året. Pälsängern kan också flyga in i hus där larverna kan leva av exempelvis päls- och yllekläder.

## Som skadedjur
Inomhus lägger skalbaggarna gärna ägg direkt på ylle, dun eller i springor i golv, där det samlas ylledamm eller annat organiskt material som ull, ylle, päls, fjädrar, ben men även spannmålsprodukter. Larverna kan göra skada på exempelvis herbarier, uppstoppade djur, textilier, pälsverk och insektssamlingar och kan utgöra ett hot mot exempelvis museisamlingar. Dock är den ett mindre hot än många tropiska skadeinsekter eftersom den har en långsam reproduktion.